# Circoscrizione Precarpazia
La circoscrizione Precarpazia è una circoscrizione elettorale per l'elezione dei membri del Parlamento europeo spettanti alla Polonia.

## Storia
La circoscrizione venne creata dalla legge 23 gennaio 2004, senza assegnarle formalmente un nome, ma solamente un numero.

## Territorio
La circoscrizione comprende, fin dalla sua istituzione, l'intero territorio del voivodato della Precarpazia.

## Risultati

### VI legislatura
| Partito                            | Partito                                                 | Risultati 13 giugno 2004 | Risultati 13 giugno 2004 | Risultati 13 giugno 2004 | Seggi | Seggi |
| Partito                            | Partito                                                 | Voti                     | %                        | ±                        | Num   | ±     |
| ---------------------------------- | ------------------------------------------------------- | ------------------------ | ------------------------ | ------------------------ | ----- | ----- |
|                                    | Lega delle Famiglie Polacche                            | 81 342                   | 24,00                    | n.d.                     | 1     | n.d.  |
|                                    | Diritto e Giustizia                                     | 66 530                   | 19,63                    | n.d.                     | 1     | n.d.  |
|                                    | Piattaforma Civica                                      | 45 463                   | 13,42                    | n.d.                     | 0     | n.d.  |
|                                    | Autodifesa della Repubblica Polacca                     | 38 410                   | 11,33                    | n.d.                     | 0     | n.d.  |
|                                    | Partito Popolare Polacco                                | 37 786                   | 11,15                    | n.d.                     | 0     | n.d.  |
|                                    | Alleanza della Sinistra Democratica - Unione del Lavoro | 29 209                   | 8,62                     | n.d.                     | 0     | n.d.  |
|                                    | Socialdemocrazia Polacca                                | 10 177                   | 3,00                     | n.d.                     | 0     | n.d.  |
|                                    | Unione della Libertà                                    | 6 704                    | 1,98                     | n.d.                     | 0     | n.d.  |
|                                    | Comitato Elettorale Nazionale                           | 6 101                    | 1,80                     | n.d.                     | 0     | n.d.  |
|                                    | Unione per la Politica Reale                            | 3 806                    | 1,12                     | n.d.                     | 0     | n.d.  |
|                                    | Coalizione Civica Nazionale                             | 3 259                    | 0,96                     | n.d.                     | 0     | n.d.  |
|                                    | Confederazione del Movimento di Difesa dei Disoccupati  | 3 087                    | 0,91                     | n.d.                     | 0     | n.d.  |
|                                    | KPEiR-PLD                                               | 2 914                    | 0,86                     | n.d.                     | 0     | n.d.  |
|                                    | Iniziativa per la Polonia                               | 2 413                    | 0,71                     | n.d.                     | 0     | n.d.  |
|                                    | Partito Polacco del Lavoro                              | 1 673                    | 0,49                     | n.d.                     | 0     | n.d.  |
|                                    |                                                         |                          |                          |                          |       |       |
| Iscritti                           | Iscritti                                                | 1 614 976                | 100,00                   |                          |       |       |
| ↳ Votanti (% su iscritti)          | ↳ Votanti (% su iscritti)                               | 348 674                  | 21,59                    | n.d.                     |       |       |
| ↳ Voti validi (% su votanti)       | ↳ Voti validi (% su votanti)                            | 338 874                  | 97,19                    |                          |       |       |
| ↳ Schede non valide (% su votanti) | ↳ Schede non valide (% su votanti)                      | 9 800                    | 2,81                     |                          |       |       |
| ↳ Astenuti (% su iscritti)         | ↳ Astenuti (% su iscritti)                              | 1 266 302                | 78,41                    |                          |       |       |

| Eletti | Eletti              |
| ------ | ------------------- |
|        | Filip Adwent        |
|        | Mieczysław Janowski |

### VII legislatura
| Partito                            | Partito                                                 | Risultati 7 giugno 2009 | Risultati 7 giugno 2009 | Risultati 7 giugno 2009 | Seggi | Seggi   |
| Partito                            | Partito                                                 | Voti                    | %                       | ±                       | Num   | ±       |
| ---------------------------------- | ------------------------------------------------------- | ----------------------- | ----------------------- | ----------------------- | ----- | ------- |
|                                    | Diritto e Giustizia                                     | 153 661                 | 41,88                   | 22,25                   | 1     | Stabile |
|                                    | Piattaforma Civica                                      | 107 092                 | 29,19                   | 15,77                   | 1     | 1       |
|                                    | Partito Popolare Polacco                                | 45 685                  | 12,45                   | 1,30                    | 0     | Stabile |
|                                    | Alleanza della Sinistra Democratica - Unione del Lavoro | 27 147                  | 7,40                    | 1,22                    | 0     | Stabile |
|                                    | Destra della Repubblica                                 | 11 136                  | 3,04                    | n.d.                    | 0     | n.d.    |
|                                    | Intesa per il Futuro - Centro-sinistra                  | 6 094                   | 1,66                    | n.d.                    | 0     | n.d.    |
|                                    | Autodifesa della Repubblica Polacca                     | 5 734                   | 1,56                    | 9,77                    | 0     | Stabile |
|                                    | Unione per la Politica Reale                            | 4 310                   | 1,17                    | 0,05                    | 0     | Stabile |
|                                    | Libertas Polonia                                        | 3 753                   | 1,02                    | n.d.                    | 0     | n.d.    |
|                                    | Partito Polacco del Lavoro                              | 2 274                   | 0,62                    | 0,13                    | 0     | Stabile |
|                                    |                                                         |                         |                         |                         |       |         |
| Iscritti                           | Iscritti                                                | 1 679 634               | 100,00                  |                         |       |         |
| ↳ Votanti (% su iscritti)          | ↳ Votanti (% su iscritti)                               | 374 235                 | 22,28                   | 0,69                    |       |         |
| ↳ Voti validi (% su votanti)       | ↳ Voti validi (% su votanti)                            | 366 886                 | 98,04                   |                         |       |         |
| ↳ Schede non valide (% su votanti) | ↳ Schede non valide (% su votanti)                      | 7 349                   | 1,96                    |                         |       |         |
| ↳ Astenuti (% su iscritti)         | ↳ Astenuti (% su iscritti)                              | 1 305 399               | 77,72                   |                         |       |         |

| Eletti | Eletti                |
| ------ | --------------------- |
|        | Tomasz Poręba         |
|        | Elżbieta Łukacijewska |

### VIII legislatura
| Partito                            | Partito                                                 | Risultati 25 maggio 2014 | Risultati 25 maggio 2014 | Risultati 25 maggio 2014 | Seggi | Seggi   |
| Partito                            | Partito                                                 | Voti                     | %                        | ±                        | Num   | ±       |
| ---------------------------------- | ------------------------------------------------------- | ------------------------ | ------------------------ | ------------------------ | ----- | ------- |
|                                    | Diritto e Giustizia                                     | 196 247                  | 49,29                    | 7,41                     | 2     | 1       |
|                                    | Piattaforma Civica                                      | 73 381                   | 18,43                    | 10,76                    | 1     | Stabile |
|                                    | Partito Popolare Polacco                                | 28 927                   | 7,27                     | 5,18                     | 0     | Stabile |
|                                    | Congresso della Nuova Destra                            | 28 474                   | 7,15                     | n.d.                     | 0     | n.d.    |
|                                    | Polonia Solidale                                        | 23 512                   | 5,91                     | n.d.                     | 0     | n.d.    |
|                                    | Alleanza della Sinistra Democratica - Unione del Lavoro | 18 761                   | 4,71                     | 2,69                     | 0     | Stabile |
|                                    | Polonia Insieme                                         | 13 820                   | 3,47                     | n.d.                     | 0     | n.d.    |
|                                    | Europa Plus - Twój Ruch                                 | 7 826                    | 1,97                     | n.d.                     | 0     | n.d.    |
|                                    | Movimento Nazionale                                     | 7 204                    | 1,81                     | n.d.                     | 0     | n.d.    |
|                                    |                                                         |                          |                          |                          |       |         |
| Iscritti                           | Iscritti                                                | 1 710 529                | 100,00                   |                          |       |         |
| ↳ Votanti (% su iscritti)          | ↳ Votanti (% su iscritti)                               | 410 394                  | 23,99                    | 1,71                     |       |         |
| ↳ Voti validi (% su votanti)       | ↳ Voti validi (% su votanti)                            | 398 152                  | 97,02                    |                          |       |         |
| ↳ Schede non valide (% su votanti) | ↳ Schede non valide (% su votanti)                      | 12 242                   | 2,98                     |                          |       |         |
| ↳ Astenuti (% su iscritti)         | ↳ Astenuti (% su iscritti)                              | 1 300 135                | 76,01                    |                          |       |         |

| Eletti | Eletti                |
| ------ | --------------------- |
|        | Stanisław Ożóg        |
|        | Tomasz Poręba         |
|        | Elżbieta Łukacijewska |

### IX legislatura
| Partito                            | Partito                            | Risultati 26 maggio 2019 | Risultati 26 maggio 2019 | Risultati 26 maggio 2019 | Seggi | Seggi   |
| Partito                            | Partito                            | Voti                     | %                        | ±                        | Num   | ±       |
| ---------------------------------- | ---------------------------------- | ------------------------ | ------------------------ | ------------------------ | ----- | ------- |
|                                    | Diritto e Giustizia                | 485 779                  | 65,07                    | 15,78                    | 2     | Stabile |
|                                    | Coalizione Europea                 | 160 988                  | 21,56                    | n.d.                     | 1     | n.d.    |
|                                    | Confederazione                     | 43 976                   | 5,89                     | n.d.                     | 0     | n.d.    |
|                                    | Kukiz'15                           | 25 216                   | 3,38                     | n.d.                     | 0     | n.d.    |
|                                    | Primavera                          | 22 881                   | 3,06                     | n.d.                     | 0     | n.d.    |
|                                    | Lewica Razem                       | 5 308                    | 0,71                     | n.d.                     | 0     | n.d.    |
|                                    | PolExit-Coalizione                 | 2 388                    | 0,32                     | n.d.                     | 0     | n.d.    |
|                                    |                                    |                          |                          |                          |       |         |
| Iscritti                           | Iscritti                           | 1 702 111                | 100,00                   |                          |       |         |
| ↳ Votanti (% su iscritti)          | ↳ Votanti (% su iscritti)          | 752 932                  | 44,24                    | 20,25                    |       |         |
| ↳ Voti validi (% su votanti)       | ↳ Voti validi (% su votanti)       | 746 536                  | 99,15                    |                          |       |         |
| ↳ Schede non valide (% su votanti) | ↳ Schede non valide (% su votanti) | 6 396                    | 0,85                     |                          |       |         |
| ↳ Astenuti (% su iscritti)         | ↳ Astenuti (% su iscritti)         | 949 179                  | 55,76                    |                          |       |         |

| Eletti | Eletti                |
| ------ | --------------------- |
|        | Tomasz Poręba         |
|        | Bogdan Rzońca         |
|        | Elżbieta Łukacijewska |

### X legislatura
| Partito                            | Partito                            | Risultati 9 giugno 2024 | Risultati 9 giugno 2024 | Risultati 9 giugno 2024 | Seggi | Seggi   |
| Partito                            | Partito                            | Voti                    | %                       | ±                       | Num   | ±       |
| ---------------------------------- | ---------------------------------- | ----------------------- | ----------------------- | ----------------------- | ----- | ------- |
|                                    | Destra Unita                       | 334 439                 | 52,87                   | 12,20                   | 2     | Stabile |
|                                    | Coalizione Civica                  | 150 131                 | 23,73                   | n.d.                    | 1     | n.d.    |
|                                    | Confederazione                     | 96 376                  | 15,23                   | 9,34                    | 1     | 1       |
|                                    | Terza Via                          | 29 767                  | 4,71                    | n.d.                    | 0     | n.d.    |
|                                    | La Sinistra                        | 13 082                  | 2,07                    | n.d.                    | 0     | n.d.    |
|                                    | Bezpartyjni Samorządowcy           | 7 315                   | 1,16                    | n.d.                    | 0     | n.d.    |
|                                    | PolExit                            | 1 516                   | 0,24                    | n.d.                    | 0     | n.d.    |
|                                    |                                    |                         |                         |                         |       |         |
| Iscritti                           | Iscritti                           | 1 653 384               | 100,00                  |                         |       |         |
| ↳ Votanti (% su iscritti)          | ↳ Votanti (% su iscritti)          | 636 472                 | 38,50                   | 5,74                    |       |         |
| ↳ Voti validi (% su votanti)       | ↳ Voti validi (% su votanti)       | 632 626                 | 99,40                   |                         |       |         |
| ↳ Schede non valide (% su votanti) | ↳ Schede non valide (% su votanti) | 3 846                   | 0,60                    |                         |       |         |
| ↳ Astenuti (% su iscritti)         | ↳ Astenuti (% su iscritti)         | 1 016 912               | 61,50                   |                         |       |         |

| Eletti | Eletti                |
| ------ | --------------------- |
|        | Daniel Obajtek        |
|        | Bogdan Rzońca         |
|        | Elżbieta Łukacijewska |
|        | Tomasz Buczek         |